# 에어버스 UK 브러프턴 FC
에어버스 UK 브러프턴 FC(영어: Airbus UK Broughton Football Club)는 플린트셔 브러프턴(Broughton)을 연고로 하는 웨일스의 축구 클럽이다. 현재는 웨일스의 3부 축구 리그인 컴리 얼라이언스에 참가하고 있다.

## 성적
- 웨일스 프리미어리그 준우승 2회 (2012-13, 2013-14)
- 컴리 얼라이언스 우승 1회 (2003-04)
- 웨일스 컵 준우승 1회 (2015-16)

## 선수 명단

### 역대
- 조던 에반스(2019 ~ 2020)